# Oryzias nigrimas
Espèce
Statut de conservation UICN

 NT  : Quasi menacé
Oryzias nigrimas est une espèce de poissons d'eau douce de la famille des Adrianichthyidae.

## Répartition
Cette espèce est endémique du lac Poso (Célèbes, Indonésie).

## Description
Oryzias nigrimas mesure jusqu'à 4,7 cm, queue non comprise.

## Systématique
Le nom valide complet (avec auteur) de ce taxon est Oryzias nigrimas Kottelat, 1990,.

## Étymologie
Son épithète spécifique, du latin niger, « noir », et mas, «  enfant mâle, garçon », fait référence à la livrée nuptiale des mâles.

## Publication originale
- Maurice Kottelat, « Synopsis of the endangered Buntingi (Osteichthyes: Adrianichthyidae and Oryziidae) of Lake Poso, Central Sulawesi, Indonesia, with a new reproductive guild and description of three new species », Ichthyological Exploration of Freshwaters, Verlag Dr. Friedrich Pfeil (d), vol. 1, no 1,‎ janvier 1990, p. 49 (ISSN 0936-9902).